# Uuno Epsanjassa
Uuno Epsanjassa (Uuno i Psanien) är en finsk komedifilm från 1985.

## Film
- Manuskript: Ere Kokkonen
- Land: Finland
- Språk: Finska

## Skådespelare
- Vesa-Matti Loiri - Uuno Turhapuro
- Marjatta Raita - Elisabet Turhapuro
- Tapio Hämäläinen - Vuoristoneuvos Tuura
- Marita Nordberg - Rouva Vuoristoneuvos
- Spede Pasanen - Härski Hartikainen
- Simo Salminen - Sörsselsön